# Iwan Krupiennikow
Iwan Pawłowicz Krupiennikow, ros. Иван Павлович Крупенников (ur. 20 stycznia 1896 r. w Moskwie, zm. 28 października 1950 r.) – radziecki wojskowy (generał), wykładowca obozowych oficerskich i propagandowych kursów przygotowawczych Rosyjskiej Armii Wyzwoleńczej podczas II wojny światowej.

## Życiorys
Ukończył szkołę 5-klasową w Moskwie, po czym pracował jako rymarz. W 1915 został zmobilizowany do armii rosyjskiej. W 1916 ukończył szkołę praporszczików (podoficerów). Brał udział w I wojnie światowej. Doszedł do dowódcy kompanii. Pod koniec kwietnia 1918 wstąpił do wojska bolszewickiego. Walczył przeciwko oddziałom Białych gen. Antona I. Denikina. Został ranny podczas obrony Carycyna. W 1923 ukończył wyższą szkołę strzelecką. Objął funkcję szefa oddziału operacyjnego sztabu jednego z korpusów armijnych, zaś w 1926 zastępcy dowódcy tego korpusu. W 1930 ukończył akademię wojskową im. Frunze w Moskwie. Był zastępcą szefa oddziału operacyjnego sztabu Moskiewskiego, a następnie Białoruskiego Okręgu Wojskowego. Potem pełnił funkcję szefa sztabu jednej z dywizji strzeleckich, a następnie korpusu armijnego. W 1935 awansował do stopnia pułkownika. Od 1938 w stopniu kombryga był starszym wykładowcą w moskiewskiej akademii wojskowej im. Frunze. W 1942 w stopniu generała majora został szefem sztabu 5 Armii Rezerwowej, przemianowanej w 3 Armię Gwardii. Brał udział w bitwie o Stalingrad. Odznaczono go Orderem Czerwonej Gwiazdy. W grudniu tego roku dostał się do niewoli niemieckiej. Przebywał w specjalnym obozie jenieckim w Lötzen w Prusach Wschodnich. Na pocz. 1943 podjął kolaborację z Niemcami. Został wykładowcą kursów obozowych dla przyszłych oficerów i propagandystów Rosyjskiej Armii Wyzwoleńczej (ROA). Następnie przeniesiono go do obozu w Norymberdze, gdzie na pocz. maja 1945 został wyzwolony przez Amerykanów. Deportowano go do ZSRR, gdzie został aresztowany. Po procesie skazano go na karę śmierci, wykonaną 28 sierpnia 1950. W 1957 został zrehabilitowany.